# Petra Cetkovská
Petra Cetkovska, née le 8 février 1985 à Prostějov, est une joueuse de tennis tchèque, professionnelle de 2000 à 2016.
En 2001, elle est sacrée championne du monde junior en double filles.
On la surnomme la championne du circuit ITF, avec 23 titres en simple et 25 en double.

## Biographie
Petra Cetkovská commence le tennis à 5 ans avec son père. Ce sport devient une passion pour elle à l'âge de 10 ans.
À 14 ans, un ami la pousse involontairement contre un mur. Elle doit être opérée pour résorber une énorme bosse deux ans plus tard. L'opération est risquée mais elle n'a pas le choix. À 17 ans, elle souffre d'une mononucléose. Le sort s'acharne sur la Tchèque, elle se fracture le pied en finale de l'Open d'Australie junior en double.
En junior, elle atteint la place de no 5 mondiale en simple et de no 1 en double.
À 19 ans, elle prend le chemin de la France. Elle rencontre Márcos Baghdatís à l'Académie Mouratoglou mais la relation entre eux est mal vue à l'Académie et les deux amoureux partent un an en Angleterre. Petra Cetkovská intègre ensuite le Country Club de Rueil-Malmaison et ensuite le club de Rennes A.S. Patton.
En 2008, elle atteint les huitièmes de finale à Roland-Garros, son meilleur résultat en Grand Chelem. Cetkovská rejoint le Lagardère Paris Racing, avec qui elle gagne le championnat de France par équipes.
Elle aime jouer sur toutes les surfaces. Ses frappes préférées sont la volée, le service et le coup droit.

### 2011: première finale professionnelle
Le 22 août 2011, Cetkovská atteint pour la première fois la 40e place du classement WTA.
Elle participe alors au tournoi de New Haven (Premier event) et se qualifie pour le tableau principal, où elle élimine coup sur coup Agnieszka Radwańska, Marion Bartoli et Li Na, alors respectivement 13e, 9e et 7e joueuse mondiale.
Petra Cetkovská se qualifie ainsi pour sa première finale professionnelle en simple, mais est battue par la numéro un mondiale et triple tenante du titre Caroline Wozniacki (6-4, 6-1). Elle se classe alors 32e au classement WTA, toujours derrière ses compatriotes Petra Kvitová et Lucie Šafářová (6e et 28e joueuses mondiales).

## Palmarès

### Titre en simple dames
Aucun

### Finale en simple dames
| No | Date       | Nom et lieu du tournoi            | Catégorie | Dotation  | Surface    | Vainqueure         | Score    |          |
| -- | ---------- | --------------------------------- | --------- | --------- | ---------- | ------------------ | -------- | -------- |
| 1  | 22-08-2011 | New Haven Open at Yale, New Haven | Premier   | 618 000 $ | Dur (ext.) | Caroline Wozniacki | 6-4, 6-1 | Parcours |

### Titres en double dames
| No | Date       | Nom et lieu du tournoi        | Catégorie | Dotation  | Surface      | Partenaire        | Finalistes                           | Score             |          |
| -- | ---------- | ----------------------------- | --------- | --------- | ------------ | ----------------- | ------------------------------------ | ----------------- | -------- |
| 1  | 07-05-2007 | ECM Open Prague               | Tier IV   | 145 000 $ | Terre (ext.) | Andrea Hlaváčková | Ji Chunmei Sun Shengnan              | 7-67, 6-2         | Parcours |
| 2  | 23-04-2012 | GP Princesse Lalla Meryem Fès | Intern'l  | 220 000 $ | Terre (ext.) | Alexandra Panova  | Irina-Camelia Begu Alexandra Cadanțu | 3-6, 7-65, [11-9] | Parcours |

### Finales en double dames
| No | Date       | Nom et lieu du tournoi      | Catégorie | Dotation  | Surface      | Vainqueures                                | Partenaire     | Score            |          |
| -- | ---------- | --------------------------- | --------- | --------- | ------------ | ------------------------------------------ | -------------- | ---------------- | -------- |
| 1  | 25-02-2008 | Abierto Mexicano Acapulco   | Tier III  | 180 000 $ | Terre (ext.) | Nuria Llagostera Vives María José Martínez | Iveta Benešová | 6-2, 6-4         | Parcours |
| 2  | 28-07-2008 | Nordic Light Open Stockholm | Tier IV   | 145 000 $ | Dur (ext.)   | Iveta Benešová Barbora Z. Strýcová         | Lucie Šafářová | 7-5, 6-4         | Parcours |
| 3  | 24-02-2014 | Abierto Mexicano Acapulco   | Intern'l  | 250 000 $ | Dur (ext.)   | Kristina Mladenovic Galina Voskoboeva      | Iveta Melzer   | 6-3, 2-6, [10-5] | Parcours |

## Parcours en Grand Chelem

### En simple dames
| Année | Open d'Australie | Open d'Australie | Internationaux de France | Internationaux de France | Wimbledon       | Wimbledon           | US Open         | US Open          |
| ----- | ---------------- | ---------------- | ------------------------ | ------------------------ | --------------- | ------------------- | --------------- | ---------------- |
| 2007  | -                | -                | -                        | -                        | -               | -                   | 2e tour (1/32)  | Elena Dementieva |
| 2008  | 1er tour (1/64)  | Anabel Medina    | 4e tour (1/8)            | Ana Ivanović             | 1er tour (1/64) | Tamarine Tanasugarn | 1er tour (1/64) | Nicole Vaidišová |
| 2009  | 1er tour (1/64)  | Marina Erakovic  | 1er tour (1/64)          | Jelena Janković          | 1er tour (1/64) | A. Pavlyuchenkova   | -               | -                |
| 2011  | -                | -                | -                        | -                        | 4e tour (1/8)   | Sabine Lisicki      | 2e tour (1/32)  | Ana Ivanović     |
| 2012  | 2e tour (1/32)   | Mona Barthel     | 2e tour (1/32)           | Mathilde Johansson       | 2e tour (1/32)  | Sloane Stephens     | -               | -                |
| 2013  | -                | -                | 3e tour (1/16)           | Roberta Vinci            | 3e tour (1/16)  | Sloane Stephens     | 1er tour (1/64) | Sofia Arvidsson  |
| 2014  | -                | -                | 1er tour (1/64)          | Varvara Lepchenko        | 2e tour (1/32)  | Alizé Cornet        | 2e tour (1/32)  | Petra Kvitová    |
| 2015  | -                | -                | 1er tour (1/64)          | Misaki Doi               | 1er tour (1/64) | Tímea Babos         | 3e tour (1/16)  | Flavia Pennetta  |
| 2016  | 1er tour (1/64)  | Sabine Lisicki   | -                        | -                        | -               | -                   | -               | -                |

À droite du résultat, l’ultime adversaire.

### En double dames
| Année | Open d'Australie             | Open d'Australie          | Internationaux de France      | Internationaux de France    | Wimbledon                     | Wimbledon                  | US Open                      | US Open                   |
| ----- | ---------------------------- | ------------------------- | ----------------------------- | --------------------------- | ----------------------------- | -------------------------- | ---------------------------- | ------------------------- |
| 2007  | -                            | -                         | 1er tour (1/32) L. Šafářová   | A. Bondarenko K. Bondarenko | 1er tour (1/32) L. Šafářová   | L. Domínguez Arantxa Parra | 1er tour (1/32) L. Šafářová  | E. Daniilídou Jasmin Wöhr |
| 2008  | -                            | -                         | 1er tour (1/32) L. Šafářová   | Květa Peschke Rennae Stubbs | 1er tour (1/32) L. Šafářová   | M. Camerin Gisela Dulko    | 1er tour (1/32) Y. Wickmayer | Cara Black Liezel Huber   |
| 2009  | 1er tour (1/32) Carla Suárez | C. Dellacqua F. Schiavone | 1er tour (1/32) Carla Suárez  | Jelena Dokić A. Kleybanova  | -                             | -                          | -                            | -                         |
| 2011  | -                            | -                         | -                             | -                           | -                             | -                          | 1er tour (1/32) R. Voráčová  | Vania King Y. Shvedova    |
| 2012  | 2e tour (1/16) S. Foretz     | A. Hlaváčková L. Hradecká | 1er tour (1/32) Eva Birnerová | C. Dellacqua A. Panova      | 1er tour (1/32) Eva Birnerová | Sara Errani Roberta Vinci  | -                            | -                         |
| 2013  | -                            | -                         | -                             | -                           | -                             | -                          | 2e tour (1/16) K. Flipkens   | A. Barty C. Dellacqua     |
| 2014  | -                            | -                         | 1er tour (1/32) Iveta Melzer  | Liezel Huber Lisa Raymond   | 1er tour (1/32) Vania King    | Madison Keys Alison Riske  | 2e tour (1/16) K. Piter      | E. Makarova Elena Vesnina |
| 2015  | -                            | -                         | 1er tour (1/32) D. Allertová  | Kimiko Date F. Schiavone    | -                             | -                          | -                            | -                         |

Sous le résultat, la partenaire ; à droite, l’ultime équipe adverse.

## Parcours en «Premier Mandatory» et «Premier 5»
Découlant d'une réforme du circuit WTA inaugurée en 2009, les tournois WTA « Premier Mandatory » et « Premier 5 » constituent les catégories d'épreuves les plus prestigieuses, après les quatre levées du Grand Chelem.

### En simple dames
| Année |              | Premier Mandatory            | Premier Mandatory           | Premier Mandatory          | Premier Mandatory        |       | Premier 5 | Premier 5               | Premier 5                 | Premier 5 | Premier 5                    | Premier 5 | Premier 5                     |
| Année | Indian Wells | Miami                        | Madrid                      | Pékin                      |                          | Dubaï | Rome      | Canada                  | Cincinnati                |           | Tokyo                        |           |                               |
| Année | Indian Wells | Miami                        | Madrid                      | Pékin                      |                          | Doha  | Rome      | Canada                  | Cincinnati                |           | Wuhan                        |           |                               |
| Année | Indian Wells | Miami                        | Madrid                      | Pékin                      |                          |       | Rome      | Canada                  | Cincinnati                |           |                              |           |                               |
| 2009  |              | 3e tour (1/16) D. Hantuchová |                             |                            |                          |       |           |                         |                           |           |                              |           |                               |
| 2011  |              |                              |                             |                            | 2e tour (1/16) T. Paszek |       |           |                         |                           |           | 2e tour (1/16) S. Kuznetsova |           | 1er tour (1/32) T. Tanasugarn |
| 2012  |              | 2e tour (1/32) S. Halep      | 3e tour (1/16) C. Wozniacki | 3e tour (1/8) S. Stosur    |                          |       |           | 3e tour (1/8) S. Stosur | 3e tour (1/8) F. Pennetta |           |                              |           |                               |
| 2014  |              | 1er tour (1/64) S. Rogers    |                             | 2e tour (1/16) S. Stephens |                          |       |           | 1/4 de finale A. Kerber | 3e tour (1/8) S. Errani   |           |                              |           |                               |
| 2015  |              | 1er tour (1/64) C. McHale    | 1er tour (1/64) P. Badosa   |                            |                          |       |           |                         |                           |           |                              |           |                               |
| 2016  |              | 1er tour (1/64) D. Allertová | 1er tour (1/64) H. Watson   |                            |                          |       |           |                         |                           |           |                              |           |                               |

Sous le résultat, l’ultime adversaire.

## Parcours aux Jeux olympiques

### En simple dames
| # | Date       | Nom de l'olympiade             | Surface      | Résultat        | Ultime adversaire | Score         |          |
| - | ---------- | ------------------------------ | ------------ | --------------- | ----------------- | ------------- | -------- |
| 1 | 28/07/2012 | Olympic Tennis Event Wimbledon | Gazon (ext.) | 1er tour (1/32) | Angelique Kerber  | 6-1, 3-0, ab. | Parcours |

### En double dames
| # | Date       | Nom de l'olympiade             | Surface      | Résultat        | Partenaire     | Ultimes adversaires       | Score    |          |
| - | ---------- | ------------------------------ | ------------ | --------------- | -------------- | ------------------------- | -------- | -------- |
| 1 | 28/07/2012 | Olympic Tennis Event Wimbledon | Gazon (ext.) | 1er tour (1/16) | Lucie Šafářová | Sara Errani Roberta Vinci | 6-2, 6-3 | Parcours |

## Parcours en Fed Cup
| #                                                                            | Date       | Lieu   | Surface         | Gagnante(s)                      | Perdante(s)                      | Score    |          |
|                                                                              |            |        |                 |                                  |                                  |          |          |
| 2001 - Round robin (groupe mondial) - France - République tchèque - 3 : 0    |            |        |                 |                                  |                                  |          |          |
| 1                                                                            | 08/11/2001 | Madrid | Terre (int.)    | Nathalie Tauziat Sandrine Testud | Petra Cetkovská Alena Vašková    | 6-3, 6-2 | Parcours |
|                                                                              |            |        |                 |                                  |                                  |          |          |
| 2002 - Barrage (groupe mondial I) - République tchèque - Canada - 5 : 0      |            |        |                 |                                  |                                  |          |          |
| 2                                                                            | 20/07/2002 | Přerov | Terre (ext.)    | Petra Cetkovská Barbora Strýcová | Marie-Ève Pelletier Vanessa Webb | 6-2, 6-3 | Parcours |
|                                                                              |            |        |                 |                                  |                                  |          |          |
| 2008 - 1er tour (groupe mondial II) - République tchèque - Slovaquie - 3 : 2 |            |        |                 |                                  |                                  |          |          |
| 3                                                                            | 02/02/2008 | Brno   | Moquette (int.) | Dominika Cibulková               | Petra Cetkovská                  | 7-5, 6-3 | Parcours |
| 3                                                                            | 02/02/2008 | Brno   | Moquette (int.) | Magdaléna Rybáriková             | Petra Cetkovská                  | 6-4, 6-3 | Parcours |

## Classements WTA en fin de saison
| Année          | 2001 | 2002 | 2003 | 2004 | 2005 | 2006 | 2007 | 2008 | 2009 | 2010 | 2011 | 2012 | 2013 | 2014 | 2015 | 2016 |
| Rang en simple | 663  | 253  | 481  | 432  | 194  | 219  | 103  | 82   | 149  | 142  | 31   | 55   | 132  | 59   | 131  | 581  |
| Rang en double | -    | 310  | 336  | 328  | 329  | 299  | 133  | 113  | 205  | 122  | 154  | 118  | 269  | 160  | 807  | -    |

source : (en) Classements de Petra Cetkovská sur le site officiel de la Fédération internationale de tennis